# Feuilleea ferruginea
Feuilleea ferruginea là một loài thực vật có hoa trong họ Cucurbitaceae. Loài này được (Guill. & Perr.) Kuntze mô tả khoa học đầu tiên năm 1891.